# Svaner og gæs
Svaner og gæs (Anserinae) er en underfamilie af de egentlige andefugle (Anatidae).

## Klassifikation
Tribus Svaner (Cygnus).
- - Tundrasvane Cygnus columbianus columbianus. Amerikansk.
  - Pibesvane Cygnus columbianus bewickii. Europæisk/Asiatisk.
- Sangsvane Cygnus cygnus.
- Trompetersvane Cygnus buccinator.
- Knopsvane Cygnus olor.
- Sortsvane Cygnus atratus.
- Sorthalset svane Cygnus melanocoryphus.

Slægten Grå gæs (Anser).
- Grågås Anser anser.
- Blisgås Anser albifrons.
- Dværggås Anser erythropus.
- Tundrasædgås  Anser serrirostris.
- Sædgås Anser fabalis.
- Kortnæbbet gås Anser brachyrhynchus.
- Indisk gås Anser indicus.
- Svanegås Anser cygnoides.

Slægten Hvide gæs (Chen), somme tider slået sammen med slægten Anser.
- Snegås Chen caerulescens.
- Dværgsnegås Chen rossii.
- Kejsergås Chen canagica.

Slægten Rajgæs (Branta), også kaldet sorte gæs.
- Bramgås Branta leucopsis.
- Canadagås Branta canadensis.
- Lys dværgcanadagås Branta hutchinsii.
- Hawaiigås Branta sandvicensis.
- Branta hylobadistes. (Uddød).
- Knortegås Branta bernicla.
- Rødhalset gås Branta ruficollis.

Uafklaret:
- Slægten Coscoroba – Coscorobasvanen (Coscoroba coscoroba)

Slægt Cereopsis
- Hønsegås Cereopsis novaehollandiae.

Slægt Malacorhynchus
- Zebraand Malacorhynchus membranaceus

Slægt Nettapus
- Afrikansk dværgand Nettapus auritus
- Indisk dværgand Nettapus coromandelianus
- Australsk dværgand Nettapus pulchellus